# Ono, Hyōgo
Ono (japanska: 小野市?, Ono-shi) är en stad i Hyōgo prefektur i Japan. Staden fick stadsrättigheter 1954.